# Nursultán Nazarbáyev
Nursultán Äbişulı Nazarbáyev  (en kazajo: Нұрсұлтан Әбішұлы Назарбаев, en ruso: Нурсулта́н Аби́шевич Назарба́ев; Chemolgán, RSS de Kazajistán, 6 de julio de 1940) es un político kazajo, presidente de dicho país desde 1990 hasta su dimisión, el 19 de marzo de 2019. Fue el presidente que más tiempo estuvo en el cargo desde la disolución de la URSS.
Presidente de la RSS de Kazajistán (1990-1991). Primer presidente de la República de Kazajistán desde el 16 de diciembre de 1991 hasta el 20 de marzo de 2019. Ha sido elegido como presidente del país durante las elecciones en los años 1991, 1999, 2005, 2011, 2015. Después de haber renunciado el cargo del presidente conservó tanto los puestos claves del jefe del Consejo de Seguridad de Kazajistán y jefe del partido gobernante “Nur Otan”, como el miembro del Consejo Constitucional de Kazajistán. Jefe de la Asamblea del Pueblo de Kazajistán (1995-2021). Desde 2007 hasta 2021, ha sido jefe del partido “Nur Otán”. Jefe del Consejo de Seguridad de la República de Kazajistán (1991-2022). Miembro del Consejo Constitucional de Kazajistán (desde 2019).
Jefe del Sóviet Supremo de la RSS de Kazajistán (1990). Primer Secretario del Comité Central del Partido Comunista de Kazajistán (1989-1991). Jefe del Consejo de Ministros de la RSS de Kazajistán (1984-1989). Miembro del Comité Central del Partido Comunista de la Unión Soviética (1986-1991); miembro del Buró Político del Comité Central del Partido Comunista (1990-1991). Secretario del Comité Central del Partido Comunista de Kazajistán (1979-1984). Diputado del Sóviet Supremo de la URSS de las X y XI convocatorias (1979-1989) por parte de la provincia Norte-Kazaja. Diputado Nacional de la URSS (1989-1991).

## Biografía
Nazarbáyev nació el 6 de julio de 1940 en Chemolgán, una localidad rural próxima a Almatý. Como trabajaba para una rica familia en condiciones de miseria, su padre se trasladó junto a toda la familia a las montañas, con la intención de llevar una vida nómada. Es musulmán, está casado y tiene tres hijas.
Nazarbáyev comenzó su militancia en el Partido Comunista de la RSS de Kazajistán (rama del PCUS en la RSS de Kazajistán) en 1962, con poco más de veinte años de edad.
En 1984, Nazarbáyev llegó a ser presidente del Consejo de Ministros de la RSS de Kazajistán, trabajando bajo el mando de Dinmujamed Kunáyev, a su vez primer secretario del Partido Comunista. Sirvió como primer secretario del PCK entre 1980 y 1991. Mientras que mantuvo posturas ateístas durante la era soviética, Nazarbáyev ha hecho esfuerzos diligentes por mostrar su herencia musulmana haciendo el Hajj (o peregrinaje a La Meca) y ayudando a la renovación de mezquitas, al mismo tiempo que haciendo esfuerzos por combatir el terrorismo islámico internacional en el país.
Fue el máximo dirigente del país desde 1990, cuando asumió el cargo de presidente de la entonces RSS kazaja, que aún era parte de la Unión Soviética. Aunque originalmente fue elegido para un mandato de tan solo cuatro años, en 1998 emitió un decreto que le permitió mantenerse en el poder por otros siete años, hasta las elecciones del 4 de diciembre de 2005, cuando fue reelegido presidente al lograr, según los resultados oficiales, el 91 % de los votos. La Organización para la Seguridad y la Cooperación en Europa (OSCE) ha estimado que las últimas elecciones no han cumplido los requisitos de un proceso libre y democrático. En un comunicado emitido al día siguiente de las elecciones, esta organización, que envió 460 observadores a los comicios, hizo mención de irregularidades durante la campaña, el acoso a la oposición y la manipulación de urnas entre los incidentes que pondrían en duda la credibilidad de los resultados de estas elecciones.
Sus políticas han intentado mantener el equilibrio entre las buenas relaciones con Occidente y con Rusia. Ha abierto la explotación de los campos de petróleo de Tengiz y Kashagán a compañías petrolíferas estadounidenses, favoreciendo un desarrollo económico a partir de la inversión extranjera. Su política interna ha sido criticada, sin embargo, por la limitación de las libertades personales y la supuesta manipulación de los medios de comunicación, en gran parte controlados por su hija, Darigá Nazarbáyeva. Ha sido también acusado de corrupción y apropiación indebida de fondos públicos. Frente a estas críticas, también se ha recibido los elogios de muchos gobernantes extranjeros por sus logros económicos, así como por la estabilidad que ha vivido el país desde la disolución de la Unión Soviética.
Nazarbáyev ha propiciado la construcción de grandes obras de ingeniería en el país, y fue responsable de la decisión de trasladar la capital nacional de Almatý (desde 1929) a Astaná, en 1998.
El 18 de mayo de 2007, el Parlamento sancionó una ley que le permite presentarse a elecciones de forma continua, eliminando la restricción de gobernar únicamente durante dos períodos. Esta normativa, que solo es aplicable a Nazarbáyev, fue criticada por la oposición y tildada de antidemocrática.
En los últimos años, las políticas internacionales de Nazarbáyev han sido ambivalentes. Si bien, a raíz de los atentados del 11 de septiembre de 2001 en Nueva York se alineó con George W. Bush y su guerra contra el terrorismo, recientemente Kazajistán ha estrechado sus lazos con Moscú, incorporándose en la Unión Euroasiática y otros organismos internacionales partidarios de un mundo multipolar.

### Renuncia y las actividades complementarias
Nazarbáyev presentó el día 19 de marzo de 2019 su renuncia al cargo que ha ejercido por casi 30 años durante un mensaje televisivo dirigido al país centroasiático. La presidencia fue ocupada temporalmente por el presidente del Senado, Kasim-Yomart Tokáev, hasta las elecciones programadas para 2020 donde Tokáev fue legitimado.
También siguió la actividad pública en el marco del Fondo del Primer Presidente. En 2019 el fondo empezó a realizar los programas de apoyo a la juventud “Ел үміті” y “Қамқорлық”. El primer programa está dirigido a la formación de gerentes jóvenes de dirección de cambios. En el marco del programa los participantes han recibido tanto la posibilidad de estudiar en las instituciones y compañías principales del mundo, como colaborar directamente con el gobierno, expertas nacionales e internacionales que actúan como sus profesores. Conforme al programa “Қамқорлық” fueron abiertos los centros de rehabilitación en los hospitales y consultorios de apoyo de inclusión en las escuelas para prestar una rehabilitación completa gratuita para unos 5 mil niños anualmente.
En junio — julio de 2020 Nursultán Nazarbáyev padeció del coronavirus. Durante la pandemia del coronavirus fue iniciada por Nursultán Nazarbáyev la acción nacional “Біз біргеміз!” (“!Estamos juntos!”), a través de la cual ha sido prestada la ayuda a más de 2,3 millones de ciudadanos: cestas alimentarias para las familias necesitadas, ayuda voluntaria para el personal médico, fueron comprados los ordenadores para los niños de familias pobres para estudiar a distancia y etc.
El 28 de abril de 2021 Nursultán Nazarbáyev ha asignado la responsabilidad del jefe de la Asamblea del pueblo de Kazajistán a Kasim-Yomart Tokaev, la cual había encabezado desde 1995, mencionando la necesidad de seguir integrando todos los grupos etnosociales a la sociedad kazaja común. Nazarbáyev ha sido nombrado jefe emérito de la Asamblea.
En abril de 2021 según la iniciativa de Nazarbáyev arrancó la amplia acción benéfica “Елбасы жылуы”. A través de la acción el Fondo de Nursultán Nazarbáyev y fondo benéfico “Дегдар” prestan ayuda a las familias de bajos ingresos, familias numerosas, familias que cuidan a los niños con necesidades especiales y a las familias donde viven los veteranos de la Gran Guerra Patria. Cada una de las familias necesitadas han recibido bienes materiales con un aproximado de peso de 132 kg.
El 23 de noviembre de 2021 declaró que asignará la responsabilidad del jefe del partido “Nur Otan” a Kasim-Yomart Tokaev, ya que según su opinión, el jefe del partido debe ser el presidente del país.
Sin embargo, Nazarbáyev sigue siendo el poder en la sombra, pues su renuncia no afectó al resto de puestos claves que ostenta: jefe del Consejo de Seguridad de Kazajistán, jefe del partido gobernante Nur Otán y miembro del Consejo Constitucional. A raíz de las protestas ocurridas en el país, Nazarbáyev fue destituido del Consejo de Seguridad Nacional. Como había anunciado más tarde el secretario de prensa de Nazarbáyev, él mismo decidió entregar el puesto del jefe de Consejo de Seguridad al presidente ya que los disturbios y terror exigían una respuesta operativa, estricta y firme de gobierno del país.

## Visiones políticas

### Partidismo
Antes de la caída de la URSS era miembro del Partido Comunista de la Unión Soviética. Durante la preparación a las elecciones presidenciales en 1999 ha sido creada la sede pública en apoyo al candidato a la presidencia Nursultán Nazarbáyev.
En vísperas de la inauguración del presidente el 19 de enero de 1999 en la reunión de la sede se tomó la decisión de crear un partido político basado en la «sede», el 12 de febrero ha sido registrado el Partido Político Republicano “Otan”. En la I convocación se han vinculado al partido el Partido de la Unidad Nacional de Kazajistán, Partido Democrático de Kazajistán, Movimiento Liberal de Kazajistán y Movimiento “Por Kazajistán-2030”. En 2007 conforme a las enmiendas en la Constitución, Nursultán Nazarbáyev ocupó oficialmente el cargo de jefe del partido “Nur Otan”.

### Política exterior

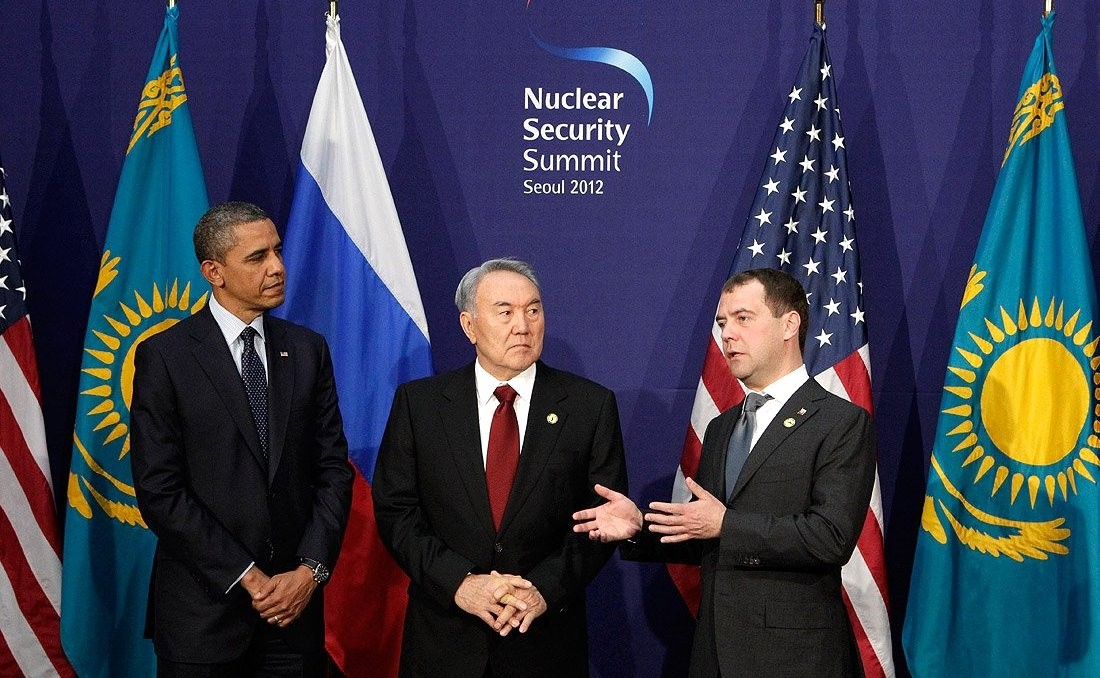
Nursultán Nazarbáyev junto al Presidente de los EE. UU. Barack Obama (izquierda) y el primer ministro ruso Dmitri Medvédev (derecha) en Corea del Sur en 2012

Una de las principales decisiones en materia exterior de Nazarbáyev, como presidente, fue la clausura del polígono nuclear de Semipalátinsk y la renuncia posterior de sus armas nucleares (en ese momento Kazajistán era la cuarta potencia nuclear). Kazajistán se ha convertido en uno de los participantes activos de todos los acuerdos e institutos en esfera de la no proliferación de armas nucleares.
En los años 1990 el presidente había anunciado sobre el carácter múltiple de la política de Kazajistán, o sea el desarrollo de relaciones amistosas con todos los países que juegan un papel importante en asuntos mundiales. Durante su presidencia Kazajistán estableció relaciones diplomáticas con 130 países. En el marco de la integración regional, Nazarbáyev apostó por iniciar un renacimiento de las relaciones económico-comerciales entre las antiguas repúblicas de la URSS y por potenciar un carácter especialmente económico de la Unión Económica Euroasiática.
Kazajistán participó activamente en la actividad de las organizaciones internacionales. En 2010 Kazajistán encabezó la Organización para la Seguridad y la Cooperación en Europa (OSCE), en 2011 — tomó parte en la Organización para la Cooperación Islámica. Desde los primeros días participó activamente en el trabajo de la Organización de Cooperación de Shanghái (OCS), en 2010-2011 fue jefe de la misma. En 2016 el país fue elegido miembro no permanente del Consejo de Seguridad de las Naciones Unidas para los años 2017-2018.

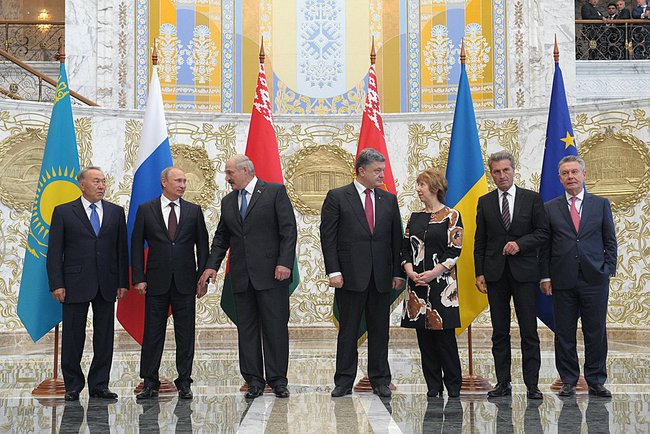
Nursultán Nazarbáyev en la cumbre Unión Europea-Ucrania-Unión Aduanera en Minsk (2014)

En 2015, el Fondo de Nursultán Nazarbáyev organizó una plataforma de discusión conocida como el Astana Club, donde se reúnen anualmente figuras políticas, diplomáticos y expertos de centros analíticos de EE. UU., Rusia, China, países de Europa, Oriente Medio y Asia con el fin de examinar las tendencias globales y buscar resolución a los problemas que influyen a todo el mundo y región euroasiático.
Nazarbáyev intervino como mediador de paz durante el conflicto del Alto Karabaj en 1987, en la crisis ucraniana del 2014, en el proceso de Astaná sobre Siria u otros conflictos internacionales.
En 2011 Nazarbáyev ofreció crear una nueva plataforma de comunicación G-Global, porque según su opinión los formatos G-20 y G-8 no resolvían el problema del plan de la anticrisis mundial. La idea de G-Global está en que las resoluciones globales fatídicas deben tomarse en base de los principios democráticos con la participación máxima de países y ciudadanos del planeta. Con este fin ha creado en internet una plataforma internacional de información y comunicación para discutir los problemas, incluyendo preguntas a los líderes de países o expertos y sus respuestas.
En 2017 en Astaná ha tenido lugar La Exposición Mundial EXPO-2017 con la participación de 112 países, dedicada al tema de la energía alternativa. Al finalizar la exposición en el mismo lugar se abrió el Centro Financiero Internacional Astaná.

### Desarrollo socioeconómico
Después de la caída de la URSS el volumen de producción industrial en Kazajistán se redujo el doble, la agricultura — a unos 30 %, han sido paradas varias empresas importantes. Durante dirigir Kazajistán el volumen de economía del país (PIB) creció 15 veces, los ingresos de la población 9 veces expresados en dólares, la pobreza se redujo al 90 %, o sea 10 veces. Para el año 2018 hablando del volumen común de la industria el sector de transformación superó el 40 %. El volumen del Sistema de vivienda en Kazajistán sobrepasó los 10 millones de metros cuadrados al año, el abastecimiento de vivienda por un ciudadano aumentó hasta 21,8 m².
En 1997 el presidente presentó la Estrategia de desarrollo “Kazajistán-2030”. Una de sus metas fue el crecimiento económico basado en la economía del mercado abierto con un alto nivel de inversiones extranjeras y ahorros nacionales. Ha sido creado el Consejo de inversores extranjeros bajo la dirección del presidente. En el período de los años 1993-2006 Kazajistán había atraído 51,2 mil millones de dólares estadounidenses de las inversiones extranjeras directas (más del 80 % de todas en la región Asiática Central).
Para asegurar la estabilidad macroeconómica ha sido creado el Fondo Nacional de la República de Kazajistán por cuenta del ahorro de ingresos petroleros del país.
Nazarbáyev era un partidario activo en cambiar la capital de Almaty por Astaná. El 15 de septiembre de 1995 firmó el decreto «Sobre la capital de la República de Kazajistán», donde dio la orden de formar  una comisión estatal para organizar el trabajo del traslado de órganos altos y centrales de gobierno a la ciudad de Akmolá. Akmolá fue nombrada capital de Kazajistán el 10 de diciembre de 1997, el 6 de mayo de 1998 la capital cambió de nombre por Astaná, en 2019 — por Nur-Sultán.
Fue declarado el principio de tres idiomas en la educación, para que los alumnos al graduarse poseyeran  a la perfección el kazajo, ruso e inglés. En 1993 el presidente comenzó un programa educativo “Bolashak” conforme al cual envíaban a estudiar al extranjero con beca a los alumnos de las escuelas según un concurso. Según el programa han sido preparados 15 mil especialistas.  En 2010 con la iniciativa del presidente fueron abiertas la Universidad Nazarbáyev y Escuelas Intelectuales Nazarbáyev.
En el sistema de salud ha sido realizado un traspaso por etapas al sistema del seguro médico obligatorio social, basado en la responsabilidad solidaria de población, estado y empleadores.
En 2010 por el decreto del presidente ha sido confirmado un programa estatal sobre el desarrollo acelerado industrial e innovador de la República de Kazajistán para diversificar y aumentar la competitividad de economía según el desarrollo del sector no relacionado con las materias primas y  mejorar el bienestar del pueblo debido al crecimiento de los ingresos.
En diciembre de 2012 ha sido eleborado un programa de desarrollo de Kazajistán hasta 2050 con el objetivo de figurar entre los 30 países más desarrollados.
Nazarbáyev inició una nueva política económica de Kazajistán “Nurly Zhol” como respuesta a la crisis global del 2008. El programa de actividades anticrisis fue concentrada a base de 5 direcciones principales: estabilidad del sector financiero; resolución de problemas en el mercado inmobiliario; apoyo al empresariado pequeño y mediano; promoción del complejo agrario; realización de proyectos industriales y de infraestructura. Una de las tareas importantes del programa anticrisis ha sido la ayuda social al pueblo, incluyendo la inflación y crecimiento de precios de alimentos principales, aumento de salarios para los empleados del sector público, aumento de garantía social a las capas más desfavorecidas: jubilados, minusválidos, huérfanos según el aumento de pensiones de jubilación, pensiones por discapacidad, subvenciones en caso de  pérdida del sostén de familia.

## Cultura

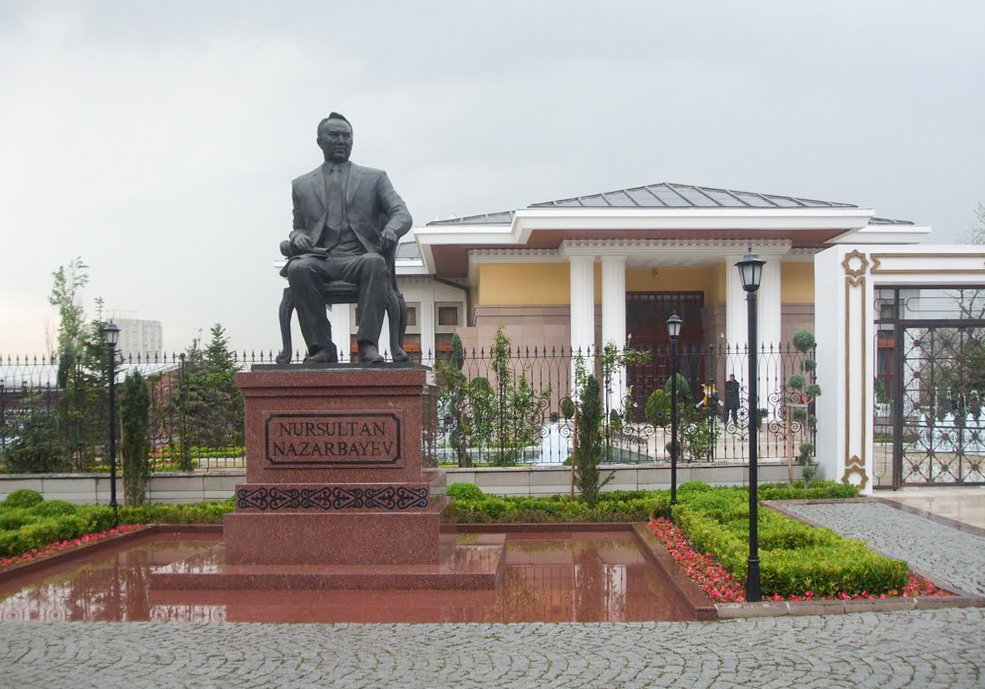
Monumento a Nursultan Nazarbayev en el Parque de la Juventud en Ankara (Turquía)

La película épica “Camino del líder” está dedicada a la vida de Nursultán Nazarbáyev. Las primeras cuatro películas —“Cielo de mi niñez” (2011), “Río ardiente” (2013), Montaña de hierro” (2013), “Rompiendo el círculo vicioso” (2014)—, relatan sobre la niñez, juventud y adolescencia del futuro presidente, han sido dirigidas por el director kazajo Rustem Abdrashov. El papel de Nazarbáyev en la niñez desempeñó el actor joven Elzhas Alpiev, en adolescencia — Nurlán Alimzhanov. El papel de la abuela desempeñó Bibigul Tulegénova, el papel de la madre — Natalia Arinbasarova, el papel del padre — Nurzhumán Ijtymbayev. Para el rodaje de la película final “Así decidieron las estrellas”, que relata el período de los años 90 y momentos cruciales de la historia de Kazajistán y todo el espacio postsoviético fue invitado cineasta ruso Sergey Snezhkin con la experiencia de poner en escena las series difíciles históricas. El papel protagonista de la película “Así decidieron las estrellas” desempeñó Berik Aytzhanov.
En septiembre de 2011 en el canal NTV ha salido la película del director Aleksandr Mojov “Yeltsin. Tres días en agosto” donde el papel de Nursultán Nazarbáyev ha sido desempeñado por el actor Sherján Abilov. En noviembre de 2011 en Astaná en el Palacio de paz y armonía se estrenó el drama “Терен  тамырлар” de Erkina Zhuasbeka, dedicado al 20.º Aniversario de la independencia de Kazajistán, sobre el papel del presidente en el período de formación y desarrollo de la independencia de Kazajistán.
A partir del año 2004 ha sido realizado el programa estatal “Мәдени мұра” (patrimonio cultural) con el fin de reconstruir los monumentos históricos y culturales en Kazajistán.
Además de los dos grandes teatros en Asia Central — “Astaná Opera” y “Astaná Ballet”, fue inaugurada la Academia nacional kazaja de coreografía según la iniciativa de Nazarbáyev en la capital de Kazajistán.
En 2017 según la iniciativa del presidente fue presentado el programa “Рухани жаңғыру” (modernización intelectual) para conservar valores espirituales. Fue planeado por etapas el cambio del idioma kazajo al alfabeto latino para su integración en el espacio mundial. Los objetos del proyecto “Geografía sagrada de Kazajistán” han sido los centros del desarrollo turístico en el país. Fueron traducidos al idioma kazajo 100 manuales contemporáneos de historia, ciencia política, sociología, filisofía, psicología, culturología, filología.
En 2018 la ciudad de Turkestán había recibido el estado del centro regional, después comenzó un proceso masivo de renovación y desarrollo de la ciudad que era la capital antigua del kanato kazajo y solía llamarse a menudo “la capital espiritual del mundo túrquico”. El día de la firma del decreto sobre la creación de provincia de Turkestán Nazarbáyev celebró la reunión de jefes de grandes empresas para que participaran en la construcción de la ciudad. En 2021 Nazarbáyev visitó nuevos edificios construidos en Turkestán  — aeropuerto, caravasar y otros, destacando que Turkestán no había visto tal renacimiento desde hacía muchos años.
En 2020 con la iniciativa de Nazarbáyev ha sido construido el nuevo edificio del teatro académico estatal kazajo de música y drama a nombre de K. Kuanyshbayev con más de 22 mil m² en Nur-Sultán. Durante la conversación con los periodistas Nazarbáyev subrayó que desde el momento del traslado de la capital estaba deseando construir en la ciudad un edificio grande para el teatro de drama kazajo.
En los años 2020-2021 en base de una entrevista exclusiva fue publicado el ciclo “rasgos del retrato” — una película documental dedicada a la vida y actividad de Nursultán Nazarbáyev.
En 2021 se estrenó la película documental “Kazajo: historia de un hombre dorado” del director Oliver Stone y Igor Lopatenok sobre la vida de Nazarbáyev.

## Condecoraciones

### Kazajistán
- Orden del Águila Dorada
- Héroe de Kazajistán
- Héroe del Trabajo de Kazajistán
- Orden del Primer Presidente de Kazajistán - Líder de la Nación Nursultan Nazarbayev
- Medalla de Astaná
- Medalla conmemorativa del 10.º aniversario de la independencia de la República de Kazajistán
- Medalla Conmemorativa del 10.º Aniversario de las Fuerzas Armadas de la República de Kazajistán
- Medalla conmemorativa del 10.º Aniversario de la Constitución de la República de Kazajistán
- Medalla conmemorativa del centenario del ferrocarril de Kazajistán
- Medalla conmemorativa del 10.º Aniversario de la Constitución de la República de Kazajistán
- Medalla Conmemorativa del 50.º Aniversario de suelo virgen
- Medalla Conmemorativa del 60.º Aniversario de la Victoria en la Gran Guerra Patria de 1941-1945
- Medalla del 10.º Aniversario de Astaná
- Medalla conmemorativa del 20.º aniversario de la independencia de la República de Kazajistán

### Unión Soviética
- Orden de la Bandera Roja del Trabajo
- Orden de la Insignia de Honor
- Medalla por el desarrollo de las tierras vírgenes
- Medalla del 70.º Aniversario de las Fuerzas Armadas de la URSS

### Federación de Rusia
- Orden del Santo Apóstol Andrés el Primero Llamado
- Orden de Alejandro Nevski
- Medalla Conmemorativa del 1000.º Aniversario de Kazán
- Medalla Conmemorativa del 300.º Aniversario de San Petersburgo
- Medalla Conmemorativa del 850.º Aniversario de Moscú

- Orden de Akhmad Kadyrov (Chechenía)
- Orden por Méritos a la Patria (Tartaristán)

### Otros países

Escudo no personalizado de los presidentes de Kazajistán como caballeros del collar de la Orden de Isabel la Católica (España).

- Premio Amir Amanulá Khan (Afganistán)
- Gran Estrella de la Orden al Mérito de la República de Austria
- Orden Heydar Aliyev (Azerbaiyán)
- Orden de la Amistad de los Pueblos (Bielorrusia)
- Gran Cordón de la Orden de Leopoldo (Bélgica)

- Collar de la Orden de Isabel la Católica (España; 2017)[43]
- Medalla de la Amistad (República Popular China)
- Gran Cruz de la Gran Orden del Rey Tomislav (Croacia)
- Gran Cordón de la Orden del Nilo (Egipto)
- Primera Clase con Collar de la Orden de la Cruz de Terra Mariana (Estonia)
- Gran Cruz con Collar de la Orden de la Rosa Blanca de Finlandia
- Comandante de la Gran Cruz de la Orden del León de Finlandia
- Gran Cruz de la Orden de la Legión de Honor (Francia)
- Gran Cruz de la Orden del Redentor (Grecia)
- Gran Cruz con Cátedra de la Orden al Mérito de la República de Hungría
- Caballero Gran Cruz con Collar de la Orden al Mérito de la República Italiana
- Gran Cordón de la Orden del Crisantemo (Japón)
- Orden de Oro en honor al 1000 aniversario de Manas (Kirguistán)
- Comandante Gran Cruz con Cadena de la Orden de las Tres Estrellas (Letonia)
- Gran Cruz de la Orden de Vitautas el Grande (Lituania; 2000)
- Gran Cruz de la Orden de la Corona de Roble (Luxemburgo)
- Gran Cruz de la Orden de San Carlos (Mónaco)
- Caballero de la Orden del Águila Blanca (Polonia)
- Collar de la Orden de la Independencia (Catar)
- Collar de la Orden de la Estrella de Rumanía
- Primera Clase de la Orden de la República de Serbia
- Primera Clase de la Orden de la Doble Cruz Blanca (Eslovaquia; 2007)